# Soft rock
Soft rock (także light rock, easy rock, mellow rock) – styl muzyki rockowej, który bazuje głównie na fortepianie oraz instrumentach z nim powiązanych.

## Historia
Początki soft rocka sięgają lat 50. XX wieku i pionierów rock and rolla: Little Richarda, Jerry’ego Lee Lewisa i Fats Domino. Charakterystyczne dla tego stylu jest wykonywanie wielu elementów piosenek na żywo, np. odsuwanie ławki do siedzenia od fortepianu, by grać na stojąco, podnoszenie rąk w górę i w dół podczas gry, aby nadać jej nieco dramatyzmu lub siadanie na pianinie, co można często zaobserwować podczas występów m.in. Billy’ego Joela, Eltona Johna, Taylora Hansona i Bena Foldsa.
Elton John, Freddie Mercury z Queen oraz Billy Joel uważani są za artystów przełomowych tego gatunku. Ich piosenki z lat 70., 80. i 90. łączyły rhythmandbluesowe brzmienie fortepianów Raya Charlesa i Steviego Wondera z bardziej rockowym i popowym stylem gry Jerry’ego Lee Lewisa. Pianista Roy Bittan nawiązywał do soft rocka swą grą na albumach Born to Run Bruce’a Springsteena, Bat Out of Hell Meat Loafa i Making Movies Dire Straits.
W twórczości wielu artystów, m.in. Tori Amos, Bena Foldsa, Keane i Fiony Apple, soft rock występował pod koniec lat 90. XX wieku i na początku XXI wieku. Obecnie jest to gatunek mniej popularny, a jednak wciąż istnieje wielu artystów, którzy tworzą go i odnoszą duże sukcesy, w tym m.in. The Fray i Vanessa Carlton.

## Współczesny soft rock
Wielu artystów, mimo dużej popularności gitar, wciąż wykorzystuje w swej twórczości fortepian.
Angielska grupa Keane znana jest z tego, że w swojej muzyce w ogóle nie korzysta z gitar. Po odejściu gitarzysty w 2001 roku pozostali, wtedy nieznani jeszcze muzycy, zdecydowali, że od tego czasu przestaną używać gitar w swych piosenkach i skupią się na innych instrumentach, a szczególnie na fortepianie. W 2003 roku soft rockowe utwory Keane, „Everybody’s Changing” i „Somewhere Only We Know” stały się hitami i przyniosły grupie międzynarodową sławę. Jednakże ostatni album tria, „Perfect Symmetry” ukazuje już całkiem inny kierunek - znalazło się na nim tylko kilka prawdziwie piano rockowych kompozycji (jak na przykład piosenka tytułowa, „Black Burning Heart” i bonusowe „My Shadow”), w reszcie utworów dominują syntezatory i różnorakie efekty wspomagane elektroniką.
Kolejnym przykładem może być grupa Starsailor, która zasłynęła z takich albumów jak „Love Is Here” i najnowszego „All The Plans”, które do teraz urzekają miliony fanów na całym świecie czystym pięknem kompozycji. I właśnie dzięki takim piosenkom jak „Silence Is Easy”, „Alcoholic” i „Tell Me It’s Not Over” brytyjski piano rock nabrał całkiem nowego znaczenia, a grupa wciąż jest jedną z najbardziej lubianych nie tylko w Anglii, ale i daleko poza nią.
Trio Ben Folds Five w latach 90. stworzyło wiele soft rockowych piosenek, które odniosły duży sukces komercyjny. Właśnie wtedy Ben Folds stał się słynnym wokalistą solowym i producentem.
Kolejnym przykładem współczesnego soft rocka jest zespół Coldplay. Oparte na fortepianie single: „Trouble”, „Fix You”, „The Scientist”, „Speed of Sound”, „Clocks” oraz „The Hardest Part” osiągnęły ogromny sukces i stały się hitami na całym świecie. Jednakże Coldplay używa gitar w większości swoich piosenek.
Vanessa Carlton jest znana głównie z piosenki „A Thousand Miles”, w której podstawowym instrumentem jest fortepian.
Amerykańska grupa The Fray dzięki soft rockowym piosenkom: „Over My Head (Cable Car)” oraz „How to Save a Life”, które okazały się ogromnymi hitami, zyskała międzynarodowy sukces i sławę.
Zespół Blue October, mimo iż często łączy muzykę soft rockową z postgrunge'ową, sukces zawdzięcza soft rockowym utworom: „Calling You”, „Hate Me” i „Into the Ocean”.
Kanadyjski muzyk Daniel Powter zasłynął jako początkujący piosenkarz soft rockową piosenką „Bad Day”.

## Soft rockowi artyści
Wybrani artyści wykonujący muzykę soft rockową:
| - A Fine Frenzy - Andrea Corr - Bee Gees - Ben Folds - Billy Joel - Blue October - Coldplay - Dan Fogelberg - David Gray - Delta Goodrem - Elton John - Embrace - Fiona Apple | - Jerry Lee Lewis - James Blunt - Kate Nash - Keane - Little Richard - Michael McDonald - Regina Spektor - Rufus Wainwright - Sara Bareilles | - Sarah Slean - Sarah McLachlan - Something Corporate - Starsailor - Supertramp - The Dresden Dolls - The Fray - Tori Amos - Vanessa Carlton - Ja’el Na’im - Nick Jonas & The Administration |

## Nagrody soft rockowych muzyków

### Juno Awards
- Sarah McLachlan – Surfacing (Album of the Year) (1998)
- Sarah McLachlan – „Building a Mystery” (Single of the Year) (1998)
- Rufus Wainwright – Rufus Wainwright (Alternative Album of the Year) (1999)
- Rufus Wainwright – Poses (Alternative Album of the Year) (2002)

### Nagrody Grammy
- Sarah McLachlan – „Last Dance” (Best Pop Instrumental Performance) (1998)
- Sarah McLachlan – „Building a Mystery” (Best Female Pop Vocal Performance) (1998)
- Fiona Apple – Criminal (Best Female Rock Vocal Performance) (1998)
- Train – „Drops of Jupiter (Tell Me)” (Best Rock Song) (2002)
- Coldplay – A Rush of Blood to the Head (Best Alternative Album) (2002)
- Coldplay – „Clocks” (Record of the Year) (2002)

### ARIA Music Awards
- Missy Higgins – The Sound of White (Album of the Year, Highest Selling Album) (2005)
- The Whitlams – „No Aphrodisiac” (Song of The Year) (1998)
- The Whitlams – Eternal Nightcap (Best Independent Release) (1998)
- The Whitlams – Eternal Nightcap (Best Group) (1998)

### Brit Awards
- Coldplay – Parachutes (Best British Album) (2001)
- Coldplay – A Rush of Blood to the Head (Best British Album) (2003)
- Keane – Hopes and Fears (Best British Album) (2005)
- Keane – (Best Breakthrough Act) (2004)
- Coldplay – X&Y (Best British Album) (2006)
- Coldplay – (Best British Group) (2016)